# Morgan: A Suitable Case for Treatment
Morgan: A Suitable Case for Treatment is een Britse filmkomedie uit 1966 onder regie van Karel Reisz.

## Verhaal
Morgan Delt is een kunstenaar, die afkomstig is uit de onderklasse. Hij is getrouwd met Leonie, een vrouw uit een hogere sociale klasse. Hij heeft een rijk fantasieleven. Zo heeft hij een vreemde fascinatie voor gorilla's en voor de wijsgeer Karl Marx. Als zijn vrouw hem meedeelt dat zij van hem wil scheiden om te trouwen met de kunsthandelaar Charles Napier, wil Morgan Leonie koste wat het kost terugwinnen.

## Rolverdeling
| Acteur           | Personage      |
| ---------------- | -------------- |
| David Warner     | Morgan Delt    |
| Vanessa Redgrave | Leonie Delt    |
| Robert Stephens  | Charles Napier |
| Irene Handl      | Mevrouw Delt   |
| Arthur Mullard   | Wally Carver   |
| Bernard Bresslaw | Agent          |